# ملاديان شيلوباد
ملاديان شيلوباد (بالصربية: Млађан Шилобад) مواليد 6 يوليو 1971 في جمهورية صربيا الاشتراكية، هو لاعب كرة سلة صربي سابق. بدأ مسيرته الاحترافية في سنة 1989. اعتزل اللعب في 2005.

## المسيرة الاحترافية
لعب مع نادي ريد ستار لكرة السلة من سنة 1989 إلى 1991، ثم لعب مع نادي بارتيزان لكرة السلة من سنة 1991 إلى 1994، ثم لعب مع نادي إف إم بي لكرة السلة من سنة 1995 إلى 1997، ثم لعب مع ليتوفوس رايتس في سنة 1999، ثم لعب مع أوياك رينو في سنة 1999.

## روابط خارجية
- ملاديان شيلوباد على موقع الاتحاد الدولي لكرة السلة (الإنجليزية)
- ملاديان شيلوباد على موقع كرة السلة الأوروبية.كوم (الإنجليزية)
- ملاديان شيلوباد على موقع ريلجم (الإنجليزية)
- ملاديان شيلوباد على موقع بروبوليرز (الإنجليزية)
- ملاديان شيلوباد على موقع سبورتس رفرنس (الإنجليزية)